# Hugo Hertzberg
Hugo Hertzberg, född 13 oktober 1864 i Vittis, Finland, död 12 april 1947 i Borgå, Finland, var en finlandssvensk affärsman, förläggare och bankdirektör. Han var far till Lauri Hertzberg.
1882 avlade Hugo Hertzberg studentexamen vid Svenska Klassiska Lyceum i Åbo. Efter en tid som vice vd vid förlaget Weilin & Göös startade han tillsammans med Kasimir Lilius tryckeriet AB Lilius & Hertzberg i Helsingfors 1898, som 1903 övertog Wentzel Hagelstams Förlag och som därefter vid sidan av tryckeriet bedrev förlagsverksamhet fram till 1918 (1903–1908 under namnet Helios).
Parallellt med förlaget utvecklade Hertzberg bankirfirman Hertzberg & Co, som kom att ligga till grund för bildandet av Södra Finlands Bank, som han grundade 1917 och styrde fram till fusioneringen med Unionbanken 1927, varefter Hertzberg blev direktör för Suomen Kauppapankki, för att året därpå grunda Etelä-Pohjanmaan Pankki, som han styrde fram till dess skandalartade konkurs i oktober 1931, en konkurs som även ruinerade Hertzberg på hans privata tillgångar.